# Elpinice
Elpinice (... – V secolo a.C.) è stata una nobile ateniese, figlia di Milziade e sorellastra di Cimone per parte di padre.

## Biografia
La storia tramanda una vicenda amorosa col pittore Polignoto: si narra che egli dipinse il suo ritratto in una scena troiana in un edificio pubblico, sfidando le convenzioni sociali secondo le quali la donna doveva essere coperta, nascosta ed anonima. Si tramanda poi che Elpinice, date le costumanze sociali di quel tempo, fosse stata data in moglie al medesimo suo fratello di cui sopra, mentre Cimone era rinchiuso nella prigione di stato poiché era tenuto a scontare un debito del padre Milziade. Quando Callia II, un giovane e ricco ateniese, si innamorò di lei, chiese di avere la sua mano in cambio della riscossione del pesante tributo. Sebbene Cimone fosse contrario al patto, Elpinice accettò per il bene della famiglia.

## Il caso di Plutarco e l'opinione di Luciano Canfora
Lo storico Plutarco, nelle sue vite parallele di Pericle e Cimone cita più volte Elpinice, ma per sminuire la sua figura e farla passare per una donna poco di buono, incapace di sottostare alle regole della donna. Luciano Canfora e Umberto Bultrighini non sono dello stesso parere, in quanto Plutarco si ispirò a un opuscolo del V secolo a.C di Stesimbroto, dove erano messi a nudo i difetti sociali e morali sia di Elpinice che di Pericle. 
Bultrighini specialmente si è interessato al caso dell'esilio del fratello Cimone dopo la disastrosa spedizione spartana a Taso. Il ritorno sarebbe stato organizzato da Elpinice in alleanza con Pericle, proprio perché Elpinice in quanto donna non poteva avere controllo politico, esercitando dunque le sue doti femminili su Pericle e sul fratello Cimone. 
Bultrighini scredita anche opinioni comuni sulla moralità di Elpinice e Cimone, analizzando fonti di Plutarco e Eupoli che si servivano del pettegolezzo per giustificare l'esilio di Cimone e la posizione controversa di Elpinice.